# رينيه كوتي
رينيه كوتي (بالفرنسية: René Coty)‏ سياسي فرنسي (20 مارس 1882-22 نوفمبر 1962). هو ثاني رئيس وآخر رئيس للجمهورية الفرنسية الرابعة من 16 يناير 1954 إلى 8 يناير 1959.